# Pentatlo moderno nos Jogos Olímpicos de Verão de 2024 - Masculino
O evento masculino do pentatlo moderno nos Jogos Olímpicos de Verão de 2024 foi realizado entre 8 e 10 de agosto de 2024 na Arena Paris Norte, para a fase de ranqueamento da esgrima, e no Palácio de Versalhes para as demais etapas. Um total de 36 pentatletas de 24 Comitês Olímpicos Nacionais (CON) participaram do evento.

## Formato
Após a fase de ranqueamento da esgrima, os 36 pentatletas foram divididos em dois grupos semifinais de 18 competidores cada. Os nove primeiros de cada grupo avançaram para a final, onde se decidiu os medalhistas.

## Calendário
Todos os horários seguem o fuso local (UTC+2)
| Data                 | Horário | Fase                          |
| -------------------- | ------- | ----------------------------- |
| 8 de agosto de 2024  | 11:00   | Esgrima – ranqueamento        |
| 9 de agosto de 2024  | 13:00   | Equitação (semifinal A)       |
| 9 de agosto de 2024  | 13:40   | Esgrima – bônus (semifinal A) |
| 9 de agosto de 2024  | 14:10   | Natação (semifinal A)         |
| 9 de agosto de 2024  | 14:40   | Laser run (semifinal A)       |
| 9 de agosto de 2024  | 17:00   | Equitação (semifinal B)       |
| 9 de agosto de 2024  | 17:40   | Esgrima – bônus (semifinal B) |
| 9 de agosto de 2024  | 18:10   | Natação (semifinal B)         |
| 9 de agosto de 2024  | 18:40   | Laser run (semifinal B)       |
| 10 de agosto de 2024 | 17:30   | Equitação (final)             |
| 10 de agosto de 2024 | 18:10   | Esgrima – bônus (final)       |
| 10 de agosto de 2024 | 18:40   | Natação (final)               |
| 10 de agosto de 2024 | 19:10   | Laser run (final)             |

## Medalhistas
| Ouro   | EGY Ahmed El-Gendy |
| Prata  | JPN Taishu Sato    |
| Bronze | ITA Giorgio Malan  |

## Resultados

### Semifinais
Trinta e seis pentatletas participaram, com os nove primeiros de cada grupo avançando à final.

#### Semifinal A
| Pos. | Pentatleta               | CON             | Natação Tempo (Pts.) | Esgrima Vitórias ER+EB (Pts.) | Equitação Tempo (Pts.) | Laser run Tempo (Pts.) | Total | Notas |
| ---- | ------------------------ | --------------- | -------------------- | ----------------------------- | ---------------------- | ---------------------- | ----- | ----- |
| 1    | Ahmed El-Gendy           | EGY Egito       | 1:59.76 (311)        | 24+0 (245)                    | 72.86 (267)            | 10:07.61 (693)         | 1516  | Q     |
| 2    | Alexandre Dallenbach     | SUI Suíça       | 1:58.28 (314)        | 21+0 (230)                    | 63.87 (300)            | 10:34.14 (666)         | 1510  | Q     |
| 3    | Emiliano Hernández       | MEX México      | 2:04.82 (301)        | 17+5 (220)                    | 63.37 (293)            | 10:05.89 (695)         | 1509  | Q     |
| 4    | Matteo Cicinelli         | ITA Itália      | 1:59.90 (311)        | 19+0 (220)                    | 56.99 (293)            | 10:16.62 (684)         | 1508  | Q     |
| 5    | Pāvels Švecovs           | LAT Letônia     | 2:02.17 (306)        | 23+0 (240)                    | 59.74 (300)            | 10:40.68 (660)         | 1506  | Q     |
| 6    | Fabian Liebig            | GER Alemanha    | 2:03.81 (303)        | 17+0 (210)                    | 58.15 (300)            | 10:09.13 (691)         | 1504  | Q     |
| 7    | Jean-Baptiste Mourcia    | FRA França      | 2:09.07 (292)        | 16+1 (207)                    | 59.28 (293)            | 9:48.28 (712)          | 1504  | Q     |
| 8    | Csaba Bőhm               | HUN Hungria     | 1:59.50 (311)        | 13+2 (194)                    | 61.51 (300)            | 10:04.64 (696)         | 1501  | Q     |
| 9    | Valentin Prades          | FRA França      | 2:07.25 (296)        | 20+5 (235)                    | 57.21 (293)            | 10:24.18 (676)         | 1500  | Q     |
| 10   | Martin Vlach             | CZE Chéquia     | 2:07.93 (295)        | 12+1 (187)                    | 60.29 (300)            | 9:47.46 (713 )         | 1495  |       |
| 11   | Luo Shuai                | CHN China       | 2:06.75 (297)        | 17+0 (210)                    | 58.74 (286)            | 9:58.62 (702)          | 1495  |       |
| 12   | Todor Mihalev            | BUL Bulgária    | 2:06.85 (297)        | 20+0 (225)                    | 58.20 (293)            | 10:24.04 (676)         | 1491  |       |
| 13   | Buğra Ünal               | TUR Turquia     | 2:07.24 (296)        | 20+0 (225)                    | 58.25 (283)            | 10:23.26 (677)         | 1481  |       |
| 14   | Marek Grycz              | CZE Chéquia     | 2:00.60 (309)        | 10+0 (175)                    | 59.73 (286)            | 10:16.03 (684)         | 1454  |       |
| 15   | Duilio Carrillo          | MEX México      | 2:07.39 (296)        | 14+0 (195)                    | 61.91 (279)            | 10:17.52 (683)         | 1453  |       |
| 16   | Georgiy Boroda-Dudochkin | KAZ Cazaquistão | 2:08.28 (294)        | 10+1 (177)                    | 59.49 (300)            | 10:19.91 (681)         | 1452  |       |
| 17   | Andrés Torres            | ECU Equador     | 1:59.70 (311)        | 16+1 (207)                    | 54.63 (283)            | 11:29.63 (611)         | 1412  |       |
| 18   | Phurit Yohuang           | THA Tailândia   | 2:02.18 (306)        | 12+1 (187)                    | 84.66 (245)            | 11:03.33 (637)         | 1375  |       |

#### Semifinal B
| Pos. | Pentatleta           | CON               | Natação Tempo (Pts.) | Esgrima Vitórias ER+EB (Pts.) | Equitação Tempo (Pts.) | Laser run Tempo (Pts.) | Total | Notas |
| ---- | -------------------- | ----------------- | -------------------- | ----------------------------- | ---------------------- | ---------------------- | ----- | ----- |
| 1    | Taishu Sato          | JPN Japão         | 2:04.93 (301)        | 21+1 (232)                    | 61.80 (300)            | 10:18.02 (682)         | 1515  | Q     |
| 2    | Jun Woong-tae        | KOR Coreia do Sul | 1:59.90 (311)        | 22+1 (237)                    | 58.58 (286)            | 10:19.14 (681)         | 1515  | Q     |
| 3    | Giorgio Malan        | ITA Itália        | 1:59.82 (311)        | 18+2 (219)                    | 60.45 (293)            | 10:12.46 (688)         | 1511  | Q     |
| 4    | Łukasz Gutkowski     | POL Polônia       | 2:06.21 (298)        | 20+1 (227)                    | 61.51 (300)            | 10:20.74 (680)         | 1505  | Q     |
| 5    | Seo Chang-wan        | KOR Coreia do Sul | 2:00.79 (309)        | 20+0 (225)                    | 58.71 (300)            | 10:31.53 (669)         | 1503  | Q     |
| 6    | Marvin Dogue         | GER Alemanha      | 2:07.95 (295)        | 20+4 (233)                    | 56.96 (286)            | 10:11.78 (689)         | 1503  | Q     |
| 7    | Balázs Szép          | HUN Hungria       | 2:03.81 (303)        | 18+0 (215)                    | 59.53 (293)            | 10:12.10 (688)         | 1499  | Q     |
| 8    | Joseph Choong        | GBR Grã-Bretanha  | 1:58.71 (313)        | 14+4 (203)                    | 57.86 (286)            | 10:05.18 (695)         | 1497  | Q     |
| 9    | Mohanad Shaban       | EGY Egito         | 2:04.72 (301)        | 20+0 (225)                    | 59.55 (286)            | 10:15.82 (685)         | 1497  | Q     |
| 10   | Charlie Brown        | GBR Grã-Bretanha  | 2:02.45 (306)        | 14+0 (195)                    | 62.47 (300)            | 10:07.85 (693)         | 1494  |       |
| 11   | Vladyslav Chekan     | UKR Ucrânia       | 2:02.82 (305)        | 15+0 (200)                    | 60.93 (300)            | 10:19.49 (681)         | 1486  |       |
| 12   | Li Shuhuan           | CHN China         | 2:09.53 (291)        | 19+1 (222)                    | 65.26 (291)            | 10:23.61 (677)         | 1481  |       |
| 13   | Andrés Fernández     | GUA Guatemala     | 1:59.23 (312)        | 15+0 (200)                    | 57.14 (286)            | 10:36.88 (664)         | 1462  |       |
| 14   | Franco Serrano       | ARG Argentina     | 2:02.56 (305)        | 15+1 (202)                    | 56.58 (286)            | 10:40.88 (660)         | 1453  |       |
| 15   | Marcos Rojas Jiménez | CUB Cuba          | 2:01.96 (307)        | 10+0 (175)                    | 67.56 (279)            | 10:41.65 (659)         | 1420  |       |
| 16   | Esteban Bustos       | CHI Chile         | 2:09.70 (291)        | 13+1 (192)                    | 72.56 (281)            | 10:46.96 (654)         | 1418  |       |
| 17   | Oleksandr Tovkai     | UKR Ucrânia       | 2:00.93 (309)        | 24+2 (249)                    | EL (0)                 | 10:36.41 (664)         | 1222  |       |
| 18   | Kamil Kasperczak     | POL Polônia       | 2:12.73 (285)        | 20+0 (225)                    | 64.48 (292)            | DNF (0)                | 802   |       |

### Final
A melhor marca em cada etapa se encontra marcada em negrito.
| Pos.              | Pentatleta            | CON               | Natação Tempo (Pts.) | Esgrima Vitórias ER+EB (Pts.) | Equitação Tempo (Pts.) | Laser run Tempo (Pts.) | Total |
| ----------------- | --------------------- | ----------------- | -------------------- | ----------------------------- | ---------------------- | ---------------------- | ----- |
| Medalha de ouro   | Ahmed El-Gendy        | EGY Egito         | 1:59.30 (312)        | 24+0 (245)                    | 55.71 (300)            | 10:02.47 (698)         | 1555  |
| Medalha de prata  | Taishu Sato           | JPN Japão         | 2:04.21 (302)        | 21+1 (232)                    | 59.21 (300)            | 9:52.85 (708)          | 1542  |
| Medalha de bronze | Giorgio Malan         | ITA Itália        | 1:59.23 (312)        | 18+0 (215)                    | 61.97 (300)            | 9:51.70 (709)          | 1536  |
| 4                 | Emiliano Hernández    | MEX México        | 2:03.39 (304)        | 17+6 (222)                    | 60.54 (286)            | 9:40.80 (720 )         | 1532  |
| 5                 | Matteo Cicinelli      | ITA Itália        | 1:59.06 (312)        | 19+0 (220)                    | 58.86 (293)            | 9:58.23 (702)          | 1527  |
| 6                 | Jun Woong-tae         | KOR Coreia do Sul | 1:59.41 (312)        | 22+3 (241)                    | 66.55 (287)            | 10:14.33 (686)         | 1526  |
| 7                 | Seo Chang-wan         | KOR Coreia do Sul | 2:01.53 (307)        | 20+2 (229)                    | 61.06 (286)            | 10:02.33 (698)         | 1520  |
| 8                 | Marvin Dogue          | GER Alemanha      | 2:07.00 (296)        | 20+0 (225)                    | 52.65 (293)            | 9:54.76 (706)          | 1520  |
| 9                 | Joseph Choong         | GBR Grã-Bretanha  | 1:57.52 (315)        | 14+2 (199)                    | 61.07 (293)            | 9:48.09 (712)          | 1519  |
| 10                | Balázs Szép           | HUN Hungria       | 2:05.83 (299)        | 18+0 (215)                    | 56.59 (300)            | 9:55.29 (705)          | 1519  |
| 11                | Jean-Baptiste Mourcia | FRA França        | 2:10.05 (290)        | 16+0 (205)                    | 58.67 (300)            | 9:43.94 (717)          | 1512  |
| 12                | Fabian Liebig         | GER Alemanha      | 2:04.18 (302)        | 17+0 (210)                    | 56.43 (300)            | 10:05.62 (695)         | 1507  |
| 13                | Csaba Bőhm            | HUN Hungria       | 1:58.94 (313)        | 13+0 (190)                    | 56.91 (286)            | 9:44.87 (716)          | 1505  |
| 14                | Alexandre Dallenbach  | SUI Suíça         | 1:57.64 (315)        | 21+1 (232)                    | 59.98 (293)            | 10:40.55 (660)         | 1500  |
| 15                | Łukasz Gutkowski      | POL Polônia       | 2:05.28 (300)        | 20+0 (225)                    | 59.94 (286)            | 10:19.70 (681)         | 1492  |
| 16                | Valentin Prades       | FRA França        | 2:07.07 (296)        | 20+1 (227)                    | 59.17 (272)            | 10:25.43 (675)         | 1452  |
| 17                | Pāvels Švecovs        | LAT Letônia       | 2:03.71 (303)        | 23+0 (240)                    | 57.47 (279)            | 11:10.97 (630)         | 1452  |
| 18                | Mohanad Shaban        | EGY Egito         | 2:05.35 (300)        | 20+1 (227)                    | EL                     | 10:46.68 (654)         | 1181  |

## Recordes
| Recordes mundiais e/ou olímpicos quebrados durante os Jogos de 2024 | Recordes mundiais e/ou olímpicos quebrados durante os Jogos de 2024 | Recordes mundiais e/ou olímpicos quebrados durante os Jogos de 2024 | Recordes mundiais e/ou olímpicos quebrados durante os Jogos de 2024 | Recordes mundiais e/ou olímpicos quebrados durante os Jogos de 2024 |
| ------------------------------------------------------------------- | ------------------------------------------------------------------- | ------------------------------------------------------------------- | ------------------------------------------------------------------- | ------------------------------------------------------------------- |
| Recorde olímpico                                                    | Laser run                                                           | CZE Martin Vlach                                                    | 9:47.46 (713 pts)                                                   | Semifinal A                                                         |
| ,                                                                   | Laser run                                                           | MEX Emiliano Hernández                                              | 9:40.80 (720 pts)                                                   | Final                                                               |
| ,                                                                   | Total                                                               | EGY Ahmed El-Gendy                                                  | 1555 pts                                                            | Final                                                               |